# Tuguegarao
Tuguegarao (ufficialmente Tuguegarao City) è una città componente delle Filippine, capoluogo della Provincia di Cagayan e della Regione della Valle di Cagayan.
Tuguegarao è formata da 49 baranggay:
- Annafunan East
- Annafunan West
- Atulayan Norte
- Atulayan Sur
- Bagay
- Buntun
- Caggay
- Capatan
- Carig
- Caritan Centro
- Caritan Norte
- Caritan Sur
- Cataggaman Nuevo
- Cataggaman Pardo
- Cataggaman Viejo
- Centro 1 (Pob.)
- Centro 2 (Pob.)
- Centro 3 (Pob.)
- Centro 4 (Pob.)
- Centro 5 (Pob.)
- Centro 6 (Pob.)
- Centro 7 (Pob.)
- Centro 8 (Pob.)
- Centro 9 (Pob.)
- Centro 10 (Pob.)

- Centro 11 (Pob.)
- Centro 12 (Pob.)
- Dadda
- Gosi Norte
- Gosi Sur
- Larion Alto
- Larion Bajo
- Leonarda
- Libag Norte
- Libag Sur
- Linao East
- Linao Norte
- Linao West
- Namabbalan Norte
- Namabbalan Sur
- Pallua Norte
- Pallua Sur
- Pengue (Pengue-Ruyu)
- Reyes
- San Gabriel
- Tagga
- Tanza
- Ugac Norte
- Ugac Sur